# Dissostichus
Dissostichus is een geslacht van straalvinnige vissen uit de familie van ijskabeljauwen (Nototheniidae).

## Soorten
- Dissostichus eleginoides Smitt, 1898 (Antarctische diepzeeheek)
- Dissostichus mawsoni Norman, 1937 (Antarctische tandvis)